# Clube 16 de Abril
O Clube 16 de Abril é uma sociedade realizadora de eventos localizada na cidade de Itaiópolis, em Santa Catarina. O Clube 16 de Abril já abrigou o Cine Esperança, responsável pela projeção de filmes na cidade a partir de 1928.

## Histórico
O Clube 16 de Abril foi fundado em Itaiópolis em 1918, por um grupo de amigos que desejavam um local para recreação, bailes e organização de festas. Alguns dos fundadores dessa sociedade eram Álvaro G. Kamienski, Augusto G. Schellin, Paulo Engel, João Küchler, Léo Jung. Inicialmente denominada “Sociedade Literária Leseverein Itayópolis”, teve seu início de atividades em 16 de Abril de 1920, tornando-se Clube 16 de Abril em 1938.
Nos primeiros 5 anos da sociedade, suas atas eram redigidas na língua alemã, predominante entre os diretores da época, e apenas em 12 de Janeiro de 1926 começaram a ser redigidas em língua portuguesa.
As atividades iniciais eram denominadas “pic-nic”, e incluíam a arrecadação de prendas, o churrasco e as bebidas, no intuito de arrecadar fundos para a manutenção do Clube. Em 02 de Setembro de 1928, foi decidido entre os diretores o ingresso do “Cine Esperança”, que trouxe a opção do cinema, fato histórico para a cidade. Na mesma época, iniciou-se a construção do “Jogo de Bola”, denominação inicial para o “Bolão” e onde surgiu o time do Bolão Guarany. As canchas de bolão são ainda hoje freqüentadas pelos sócios.
Em 22 de Outubro de 1938, inaugurou-se a nova sede social do clube, um novo prédio com estrutura mais reforçada, e nessa data houve uma grande festa com a “Jazz Band Weber”, de Rio Negro.
Os Bailes Carnavalescos organizados pelo clube tinham início aproximadamente às 21 horas e às 23:00 horas era obrigatório retirarem as máscaras de carnaval. Nesses mesmos bailes era proibido o uso de serpentinas, pois podiam alcançar os lampiões, derrubá-los e causar situações de perigo para os freqüentadores. Na década de 40, eram realizados Bailes do Alumínio, onde era arrecadado esse material na entrada, nas mais diversas formas, para a venda posterior.
Nas décadas de 50 e 60, o Clube 16 de Abril se diversificava, e seu espaço dava lugar tanto a bailes, quanto cinema, teatro, e salão de eventos. O salão de baile era transformado em sala de cinema, e muitas vezes se transformava em teatro, em sala cultural de apresentação de balés, formaturas, mágicas e outros eventos.
Com o passar do tempo, o Clube se desenvolveu, criando espaços para o bolão, masculino e feminino, para o futebol, com o Estádio 16 de Abril, para o Hipismo, com a Hípica 16 de Abril, no esporte, apresentando Academia de Ginástica e Musculação, Sauna, Piscinas, Churrasqueiras, Salão de Festas, Sala de Jogos, Sky, Salão para Eventos e as Canchas de Bolão.

## Cine Esperança

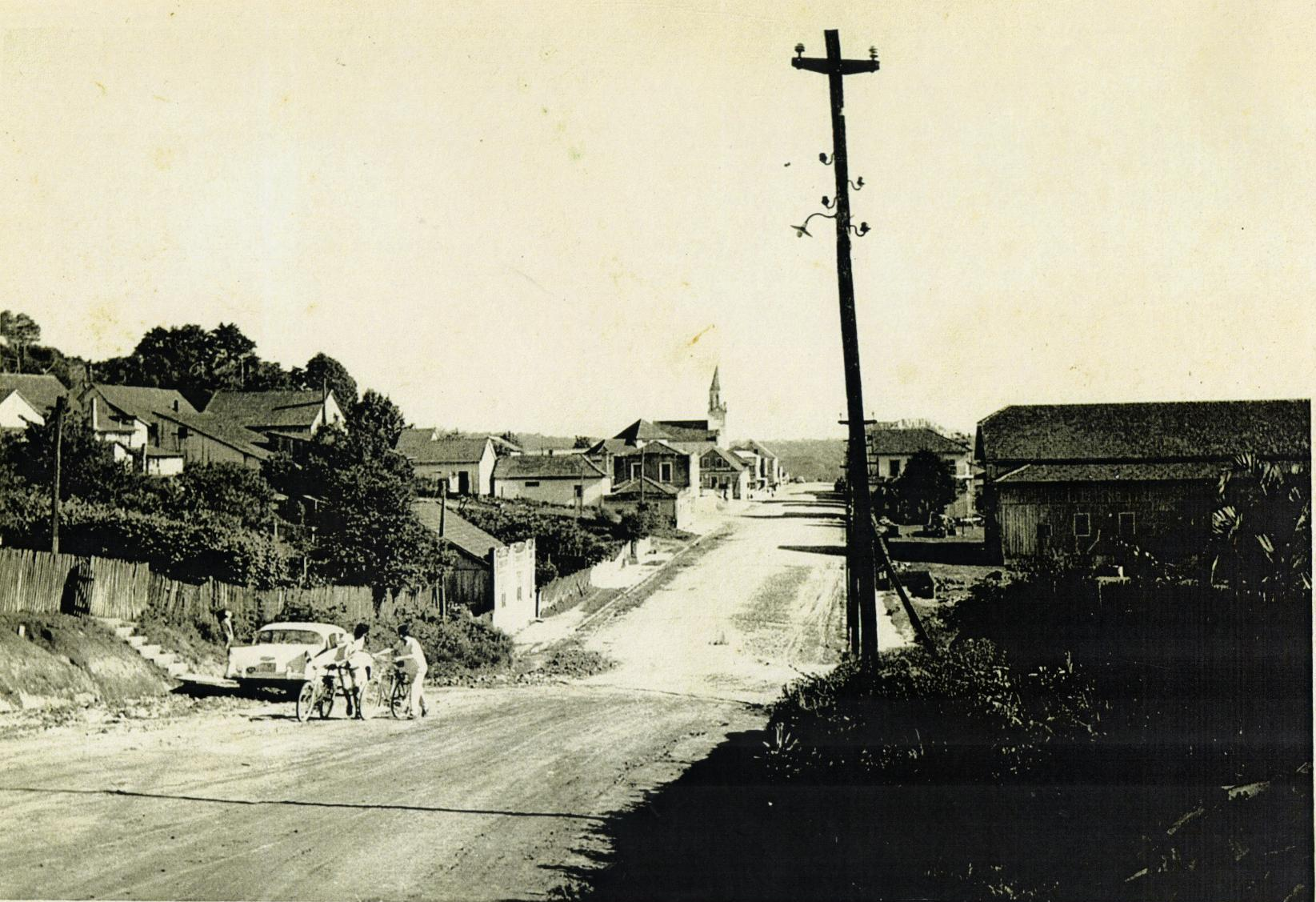
Avenida Getúlio Vargas, 1964, com vista, à direita, da construção que abriga o Clube 16 de Abril.

Em 02 de Setembro de 1928, o ingresso do “Cine Esperança” no Clube 16 de Abril trouxe a opção do cinema, fato histórico para a cidade.
Nas décadas de 50 e 60, o salão de baile do Clube 16 de Abril, com suas galerias laterais e o palco alternativo, através da organização de cadeiras de palha e da tela, era transformado em sala de cinema. Carlos Link, vindo da Alemanha, que também era o dono da usina elétrica da cidade, responsabilizava-se na época pela projeção de filmes, trabalho que foi herdado por seus filhos quando Link adoeceu. Os filmes da metade do século, westerns, filmes mexicanos, espanhóis, italianos, eram projetados semanalmente no Clube 16 de Abril. Na época, a sessão de cinema era precedida por uma sessão musical que era ouvida por toda a cidade, e músicas como “Theme from A Summer Place”, de Max Steiner, e Il Silenzio, de Nini Rosso. Muitas vezes, também o filme era compartilhado pela cidade, pois os alto-falantes eram abertos para a população, e se podia ouvir os diálogos dos filmes.